# Jemal ad-Din Muhammad
Jemâl ad-Dîn Muhammad ibn Bûrî est un atabeg bouride de Damas de 1139 à 1140. Il est le dernier fils de Buri Taj el-Moluk, émir de Damas.

## Biographie
Dans la nuit du 22 au 23 juin 1139, l’atabeg de Damas Shihâb ad-Dîn Mahmùd est assassiné par trois de ses pages. Le ministre Mu'in ad-Din Unur prend alors les affaires en main de manière énergique, fait crucifier les assassins et fait venir à Damas le prince Jemâl al-Dîn Muhammad, demi frère de l’atabeg défunt et émir de Baalbek pour le faire reconnaître atabeb par la population. Entre-temps, la mère de Mahmùd, remariés depuis à Zengi a appelé son mari à la rescousse, lequel accourt en espérant s’emparer de Damas, mais les dispositions de Mu’in al-Dîn Unur l’on prit de court, et il ne peut que mettre le siège devant Baalbek, le 20 août 1139. La citadelle résiste si bien que, quand la garnison se rend, le 21 octobre, Zengi ordonne de crucifier les soldats malgré ses serments de les épargner, espérant effrayer les Damascènes, mais il ne fait que renforcer la détermination de la population autour de ses dirigeants.
Zengi change alors de tactique et propose au jeune atabeg l’échange de Damas contre un fief mineur, mais Mu’in ad-Dîn Unur se charge de décliner l’offre. Zengi établit son camp à proximité de Damas le 6 décembre 1139 et à la suite d’un succès contre les troupes Damascènes le 21 décembre propose de nouveau l’échange de Damas contre Homs ou Baalbek, proposition que le jeune atabeg pensait accepter, mais Unur se charge de l’en dissuader, évoquant la déloyauté de Zengi. Muhammad meurt le 29 mars 1140 et son fils Mujir ad-Din Abaq, encore enfant, lui succède, sous la régence de Mu'in ad-Din Unur. Zengi assiège toujours Damas, mais Unur fait alors appel à Foulque d’Anjou, et Zengi lève le siège le 4 mai, préférant la retraite à la confrontation.

### Sources
- René Grousset, Histoire des croisades et du royaume franc de Jérusalem - II. 1131-1187 L'équilibre, Paris, Perrin, 1935 (réimpr. 2006), 1013 p.
- Amin Maalouf, Les Croisades vues par les Arabes, J’ai lu, 1983 (ISBN 978-2-290-11916-7).
- Foundation for Medieval Genealogy